# دینا ویرنی
دینا ویِرنی (رومانیایی: Dina Vierny; ۲۵ ژانویهٔ ۱۹۱۹ – ۲۰ ژانویهٔ ۲۰۰۹) مجموعه‌دار و مدل اهل رومانی بود. او منبع الهام آریستید مایول در ده سال پایانی عمرش بود و نقاشانی همچون ماتیس و بونار نیز از او به عنوان مدل استفاده کردند.